# Lee Hye-young (actrice, 1962)
Pour les articles homonymes, voir Lee Hye-young.
Lee Hye-young (en coréen : 이혜영 ; née le 25 novembre 1962) est une actrice sud-coréenne. Elle est la fille du réalisateur Lee Man-hee, décédé en 1975 alors qu'elle était au collège,.
Lee Hye-young a commencé sa carrière d'actrice en 1981 à l'âge de 17 ans dans une comédie musicale, production locale de La Mélodie du bonheur. Par la suite, elle s'est produite au théâtre, dans des longs et courts métrages et à la télévision. Elle était l'une des actrices sud-coréennes les plus en vue dans les années 1980, jouant dans des films tels que The Blazing Sun (1985), Winter Wanderer (1986), Ticket (1986), The Age of Success (1988), North Korean Partisan in South Korea (1990), Fly High Run Far (1991), Hwaomkyung (1993) et No Blood No Tears (2002). Elle a également joué des rôles secondaires dans les drama coréens I'm Sorry, I Love You (2004), Fashion 70's (2005) et Boys Over Flowers (2009). Au cours des années récentes, elle est devenue une actrice habituelle des films de Hong Sang-soo.

## Filmographie partielle

### Films
- 1986 : Le Ticket d'Im Kwon-taek
- 1991 : L'Aube de la civilisation d'Im Kwon-taek
- 1993 : Hwaomkyung de Jang Sun-woo
- 2004 : La Pègre d'Im Kwon-taek
- 2021 : Juste sous vos yeux d'Hong Sang-soo[5]
- 2022 : La Romancière, le Film et le Heureux Hasard d'Hong Sang-soo[6]
- 2022 : Walk Up d'Hong Sang-soo[7]
- 2024 : La Voyageuse d'Hong Sang-soo
- 2025 : The Old Woman with the Knife (파과) de Min Gyoo-dong : Jang-gak

### Séries télévisées
- 2009 : Boys Over Flowers
- 2011 : Can You Hear My Heart

## Théâtre
- 1981 : La Mélodie du bonheur
- Cabaret
- Evita
- 1992 : Antoine et Cléopâtre
- 1992 : Trahisons
- 1999 : Hamlet
- 2000 : Jesus Christ Superstar[8]
- 2012 : Hedda Gabler
- 2017 : Médée[9]